# 新法・旧法の争い
新法・旧法の争い（しんぽう・きゅうほうのあらそい、中国語: 新舊黨爭）は、中国北宋の中期神宗代から末期徽宗代にかけて起こった政治的な争い。王安石によって新法と呼ばれる改革が行われるが、これに司馬光を初めとする反対者が続出し、長く論争と政権闘争がくり広げられた。その結果、大きな政治的混乱を生んだ。

## 事前の経緯
五代から宋にかけて商業活動が活発化し、平和の回復に伴って地方からの上供も安定するようになった。商業活動から得られる商税・塩・酒の専売などの収入を背景に宋朝は非常に強い経済力を誇った。しかし、以下にあげられるような要因によって次第に財政が悪化し、英宗時代に赤字に転落した。

### 軍事費の増大
1038年（宝元2年）にタングートの李元昊が皇帝に即位し、国号を夏（西夏）と称した。これを認めない宋は西夏との間で交戦状態に入った。戦争は長引き、それに乗じて先立っての澶淵の盟で宋と和約を結んでいた遼（当時の国号は「契丹」）が領土割譲を求めてきた。これを受け入れるわけにいかない宋は遼に対して送っていた歳幣の額を増やすことでこれを収め、西夏とも、西夏が宋に対して臣従し、宋から西夏に対して歳賜を送ることで和平を結んだ。
しかし和平が結ばれても、国境に配置する兵士を減らせるわけではなく、この維持費が莫大なものとなった。太祖趙匡胤の時に総計40万弱であったのが、仁宗のときに120万を超えており、その維持費だけで年間5,000万貫に達していた。この頃の歳出が大体9,000万から1億2,000万貫ほどである。

### 冗官の増加
宋では科挙を大幅に拡充し、年間数百人がこの関門をくぐり抜けて官となっていった。しかし官がやるべき仕事がそこまで多いわけではなく、重複ないし不必要な役職、すなわち冗官が増えていた。3代真宗の代に「天下の冗吏十九万五千を減ぜん」との記録がある。
また唐の安史の乱後の律令制の崩壊以降、律令と現実社会との乖離が生まれ、その間を使職と呼ばれる令外官を置いていくことで埋められていった。しかしそのやり方は計画性・長期的視点にとぼしく、体系的な官制を作るものではなかった。宋でもそれは基本的に受け継がれ、唐風の三省六部体制が形骸を残したまま、実際に政治を動かすのは使職という二重体制が布かれていた。このような体制は当然非常にわかり難く、非効率であり、同じような役職が併存するようになっていた。
| 年             | 歳入        | 歳出        |
| -------------- | ----------- | ----------- |
| 1021（天禧5）  | 150,850,100 | 126,775,200 |
| 1048（慶暦8）  | 103,596,400 | 89,383,700  |
| 1049（皇祐元） | 126,251,964 | 126,251,964 |
| 1065（治平2）  | 116,138,405 | 131,864,452 |

### 格差の拡大
財政の外に目を転じると、経済の発展とともに台頭してきた兼并（大地主・大商人）とその下で苦しむ客戸の格差も社会問題となっており、小作人である佃戸に対しては農地に課せられた税の他に水利権や農牛、農具、種籾の使用料に対して10割前後の利息を取っていた。また、自作農に対しても水利権や農牛、農具、種籾の用意を兼并が貸付として行い、それに対して4割という利息を取り立てる事もあった。これが払えなくなると土地を取り上げられてしまい、地主はますます土地を増やすことになる。また塩商たちも畦戸に対して同じことを行っていた。
政治の主要な担い手である士大夫層は、多くがこの大地主・大商人層の出身であり、科挙を通過したものは官戸と呼ばれ、職役が免除されるなどの特権が与えられていた。これにより更に財産を積み上げるという状態であった。

## 新法の各内容
数々の問題を残したまま、英宗は1067年（治平4年）に4年という短い在位期間で死去、20歳の青年皇帝神宗が即位する。神宗は養育係の韓琦から盛んに王安石の評判を聞かされており、王安石は知江寧府（江寧（南京）の知事）から皇帝の側近たる翰林学士に抜擢され、更に1069年（熙寧2年）に神宗より参知政事（副宰相）とされた。同中書門下平章事（宰相）には元老の富弼が任命されたが、実質的には王安石が宰相といって良い体制であった。
王安石は新法を実行に移すにあたり、制置三司條例司という新たな部署を作り、かねてより目を付けていた呂恵卿などの新進官僚をここに集め、改革の土台とした。制置三司條例司は、財政担当の部署である三司の見直しをすることを名目として、宰相からも掣肘を受けない強い権限を与えられていた。
そして同年7月、新法の第1弾として均輸法が施行される。以下、事実の経緯を追う前に、新法の各内容を一括して説明する。

### 農業に関する新法
- 青苗法（せいびょうほう）
1069年（熙寧2年）9月に施行。宋代には天災による飢饉に対する備えや貧民救済のために穀物を蓄えておく常平倉・広恵倉というものがあった。しかしこれの運用がまずく、蓄えられている穀物が無駄に腐っていくことも多かったので、これを利用して農民に対する貸付を行った。
毎年、正月と5月に貸付を行い、基本は貨幣（これを青苗銭と呼ぶ）による貸付・穀物による返済であるが、望むものには穀物での貸付・貨幣での返済を認める。利息は3割。
貸付にあたり、10戸が集まって1保を作り、この間で連帯保証を行う。これの実施のために、全国の路（宋の地方における最大行政単位）ごとに提挙常平司を置く。

- 募役法（ぼえきほう）
1070年（熙寧3年）から開封周辺で試験的に運用し、1071年10月から全国的に施行。免役法とも言う。
従来の農民、主に形勢戸たちは政府の様々な雑用（職役）、州郡の倉庫管理・租税運搬・官の送迎などを課せられていたが、この負担は非常に重く、事故で損害があった場合は全てを補償せねばならず、何かと言えば官と胥吏に賄賂を求められる。一応政府からの支給はあったが必要な額はそれをはるかに超えていることが多く、これが元で破産してしまう形勢戸も少なくなかった。これを差役法と言う。
そこで職役を課す代わりにその分を貨幣（これを免役銭と呼ぶ）で収めさせ、それを使って人を雇い、職役を行わせる。また元々職役が免除されていた官戸・寺院・道観（道教の寺院）・坊郭戸（都市住民）・単丁戸（丁（働き手の男性）が一人しかいない戸）・未成丁戸（まだ丁になっていない子供しかいない戸）・女戸（女性しかいない戸）などからも助役銭と称して免役銭の半分を徴収した。

- 農田水利法（のうでんすいりほう）
1069年（熙寧2年）11月施行。路ごとに天災などによって破壊された水田・水路・堤防などを復興し、農業生産の増大を大規模に行った。この業務は提挙常平司が兼任する。

- 淤田法（おでんほう）
農田水利法の中で行われ、河川の泥水を田に引き込み、栄養豊富な泥を沈殿させて豊かな土地とするものである。

- 方田均税法（ほうでんきんぜいほう）
1072年（熙寧5年）3月施行。田地を測量しなおし、税額のごまかしや隠し田を発見するためのものである。いわゆる検地。千歩（15.35m）四方を「方」という1単位にし、それを元に課税する。

### 商業に関する新法
- 均輸法（きんゆほう）
1069年（熙寧2年）7月施行。当時、大商人に握られていた物資の運輸を発運使という役を使うことで政府の統制の下に置き、中央への上供品の回送を行って財政収入確保の効率化を図るとともに物価の調整を行う。旧法派の反対により頓挫し、下の市易法に吸収されることになる。

- 市易法（しえきほう）
1072年（熙寧5年）3月施行。この法には2つの面がある。
一つは均輸法を受け継いだ物価調整の面。当時、朝廷に収められる物品は有力者と結託した商人が勝手な価格をつけることが多かった。それに対して価格の査定を政府が定めた行（ギルド）に登録された商人に任せ、大商人による勝手な価格をつける事を抑制した。
もう一つが青苗法の商人版というべきもの。政府が中小商人や都市住民に対してそれなりの高利で貸し付けた。
市易法を始めた当時は、担当役人の呂嘉問の法律運用に拙速すぎるところがあり世の中に混乱をもたらした。その事が第一次王安石政権崩壊のきっかけとなった（下記参照）。
しかし、法律が軌道に乗ると、資金が下流層にもまわり景気拡大に大きく貢献した。そして神宗親政後半期は莫大な市易銭運用利益を利用して、その他の新法（下級役人・胥吏への給料や共同体再生(保甲法)）の費用に充てることができるまでになった。

### 軍事に関する新法
- 保甲法（ほこうほう）
1070年（熙寧3年）12月施行。弱体化した軍隊と郷村制の再編を目的とした法。10戸を1保、5保を1大保、10大保を1都保とし、保の中では互いに犯罪監視を行わせ、犯罪が起きた場合には共同責任とする。保の中で簡単な軍事訓練を行わせ、民兵とし、これを以て治安維持のための農村組織とした[3]。
- 保馬法（ほばほう）
1072年（熙寧5年）5月施行。それまで政府の牧場で行ってきた馬の飼育を戸1つに1頭、財力のある戸には2頭ずつ委託する。委託された馬を損なった場合には補償の責任を負うが、その代わり委託されている戸には免税がある。

### その他
- 科挙改革
1070年（熙寧3年）3月から開始。それまでの科挙は経書の丸暗記、詩と文の作成能力が主要な課題であったが、これによってできる人物は実務能力には乏しく、その下で実務を行う胥吏による専権と汚職がひどくなった。
これに対してそれまでの詩文の試験を大幅に縮小し、それに代わって経書の内容的理解とそれの現実政治に対する実践を論文に纏める能力を問う進士科1本に絞る。以後、進士が科挙合格者と同義になる。
経書については『論語』・『孟子』が必須で、それ以外の五経はどれか1つの選択とした。この場合の五経は通常のものから『春秋』を除き、王安石が思想的・政治的後ろ盾としていた『周礼』を入れている。また王安石自身が『周礼』・息子の王雱が『詩経』・『書経』に注釈を施し、『三経新義』を刊行し、科挙受験者の必読の書とした。

- 三舎法
1071年（熙寧4年）10月より開始。当時、首都開封には太学と言う科挙合格を目指す学生たちが集まる機関があった。これを下から外舎・内舎・上舎の3段階に分け、それぞれ定数を600・200・100とする。年2回の試験を通過したものが上に登り、上舎での成績優秀者が科挙を通過せずに任官される。後、徽宗期の蔡京により、地方にまで拡張されるが、この時期には単なる人気取り政策に堕していた。

- 倉法
1070年（熙寧3年）8月施行。河倉法とも。官の下で実務を取り仕切っていた胥吏の腐敗を防止するための法律。従来無給だった彼らに俸給を支給する代わり、賄賂を取れば厳罰に処す。募役法と共に実施する事で効果を発揮した。

- 銅禁・銭禁の緩和
1074年（熙寧7年）1月施行。宋は「銭荒」と呼ばれる物価の乱高下に悩まされていたために、銅銭の国外持ち出しは勿論のこと、銅禁と呼ばれる命令を持って民間の銅保有を禁じていた。ところが、実際には国家による銅材の過剰在庫と民間への銅銭の過剰供給に陥っていることに気付いた王安石は1072年（熙寧5年）に銭荒対策のために立案された鋳造所増設計画には「銅の過剰」を理由に反対論を唱えていた（『続資治通鑑長編』）が、翌年には一転して鋳造所の増設による銅銭の大量鋳造に踏み切った上で、直後には銅銭の海外への輸出制限を緩和した。これによって国家は銅材の過剰在庫を処理して鋳造利益を得ようとした。同時に民間が退蔵している銅銭もまとめて国外に放出して、その交換で周辺国から輸入品を購入することで銅銭の過剰供給による物価上昇をも抑制しようとした。この政策は、当時の財政赤字から銭荒状態にあると考えていた内外の保守派から強く反発を受け、今日でも否定的評価が強い政策である[4]が、宋にとっても周辺国家にとっても国内に銅銭を過剰供給（周辺国にとっては銅銭過剰流入）させることは、結果的に互いの国内にインフレ好景気を呼び込むこととなった。互いの国同士の好景気による需要増により貿易関係・民間の人的交流が活発化して宋の国家税収が大幅増加すると同時に、「国境上の諍い」も格段に減り大幅な軍事費削減につながり新法の他政策の費用にも使えるようにもなった。これらの効果を見て、王安石引退後の新法党の歴代政権担当者も、この銅銭の過剰供給政策（銅禁・銭禁の緩和）を長年続けて、多岐にわたる新法改革実行のための財源として大いに活用していくことになる。しかし、数十年後、徽宗の治世末期に、国内の銅山が殆ど掘りつくされてしまう。時の宰相・蔡京は、代替策として紙幣である交子の大量発行や非常に粗悪な私鋳銭の発行を行った。しかし宋の国内銅銭鋳造量が減らされて国内外の貨幣供給量が減るに伴い、辺境国や民間交易相手国特に日本の東日本は貨幣の流通が滞った影響で不景気に襲われる。不景気による混乱は宋国内にも跳ね返り国内反乱も相次ぎ「新法」も執り止められた。そして、ついにこの混乱は宋国の一時滅亡をまねいていく一因ともなった。

### 元豊の改革
王安石が表舞台をおり、神宗が親政をしいた1080年（元豊3年）9月より元豊の改革と呼ばれる官制改革が行われた。前述のとおり、宋では律令体制と使職の二重体制が布かれており、無駄な部分の多いこの官制に対する改革が行われた。この改革の中で、新法と最も関係の深いのものといえるは、財政担当である三司と司農寺の統合があげられる。
唐律令制において財政を担当するのは戸部であるが、律令制崩壊後に登場した使職度支使・塩鉄使などと戸部が合体して出来たのが三司である。三司の権限は財政全般にわたり、宰相ですらそれに口出しすることは出来なかった。しかし新法によって新しく生まれた業務は司農寺の管轄する所であり、これは宰相の直轄であった。
これを元豊の改革では戸部の下に収め、戸部の左曹が元の三司が管轄していた財政を司り、右曹が元の司農寺が管轄していた財政を司る。戸部の長官である戸部尚書は左曹を管轄するが、右曹は宰相が直接管轄する。

## 各法の批判と変遷
新法の中でも最も論争が激しかったのが青苗法と募役法である。
激しい批判が起きた原因は新法により兼并の利益が大きく損なわれたからである。青苗法は兼并たちが行っている貸付の商売敵となるし、募役法はそれまで職役の義務の無かった官戸までが助役銭を払わなくてはならなくなる。前述のとおり、旧法派の士大夫たちも多くこれら兼并の出身であり、一族の利益代表としての立場があったのである。

### 青苗法に対する批判
1. 国が民間の真似をして商売をすることは不義である。また3割の利息は重い。
2. 貧農保護のためと言いながら3等戸以上や坊郭戸にまで貸付をするのは単に利益を得たいがためである。
3. 銭を貸して穀物で収めさせるはずが銭で返させているのは農民を苦しめる。
4. 常平倉の穀物を使ってしまっては天災のときの救済が出来なくなる。

これに対する王安石の反論ないし法の改正。
1. 『周礼』「泉府貸民」に「国服をもって息となす」とあり、周代でも国が利息を取ることは行われていた。利息に関しては2割に改めた。
2. 貧農を救済し、余裕があるのなら貧しい坊郭戸も救うべきである。
3. 銭納を止めて全て穀物で返させることにした。
4. 常平倉は全て使わずに半分だけ青苗銭に使い、後の半分は従来どおりの利用とした。

### 募役法に対する批判
1. 浮浪のような雇った人間に官用を行わせるのは良くない。
2. 上等戸には有利だが、下等戸に不利になる。
3. 銭を持たない農民から免役銭を徴収すると農民を苦しめる。
4. 免役銭の額を算出する基準が不明瞭。

これに対する反論
1. 差役法時代にも人を雇って官用を行わせることはあった。
2. 差役法時代にも下等戸を壮丁に使うことがあった。
3. 当時は経済が発展し、農民にも銭を持つものが増えていた。
4. 批判はもっともであるが、募役法の問題と言うよりも兼并の抱える財産が不明瞭なことにある。

また募役法は後の徽宗期に限田免役法に発展する。これは官戸は職役を免除されるのが、一定以上の土地を所有しているものは職役を課されるというものである。

## 論争と党争

### 神宗期
最も早く王安石批判を展開したのは、1069年、当時御史中丞を勤めていた呂誨である。呂誨の弾劾は、後に旧法党から先見の明があったと称揚されることになるのだが、この時にはまだ新法は施行されておらず、その内容は人格攻撃と過去の過失に対する言いがかりに終始しており、単に異数の出世をした王安石に対する嫉妬によるものであった。
新法の施行後は、元老では欧陽脩・富弼・文彦博・韓琦ら、若手では司馬光・程顥・蘇軾・蘇轍兄弟などによる批判が相次いだ。これら新法に反対した人物たちを総称して旧法党と呼ぶ。ただし実際には彼らは党派としてまとまっていたわけではなく、新法に対する態度もそれぞれ異なっていた。これに対して新法を推進する側を新法党と呼ぶ。
多くの反対意見にもかかわらず、王安石は容赦なくこれを排除して新法を実行していった。1070年、蘇轍は制置三司條例司に属していたが、呂恵卿と意見が合わず、河南府推官（次官）に左遷された。富弼は宰相を辞任して判亳州に転出、代わって王安石が宰相となり、制置三司條例司を廃止した。程顥は京西路同提点刑獄に左遷。1071年、欧陽脩は致仕（引退）を願い出て潁州（現在の安徽省阜陽）に隠棲。蘇軾は杭州通判に左遷。司馬光は洛陽へ去り、以後は『資治通鑑』の編纂に専念する。程顥は鎮寧軍判官に転出。1075年、韓琦は永興軍節度使とされ、途上で死去した。しかし多くの反対意見を前に、王安石に全幅の信頼を置いていたはずの神宗も迷い始める。1074年は旱魃に見舞われ、飢えた民衆が巷にあふれた。地方官の鄭侠がその惨状を絵に描き、「これは新法に対する天からの警告（天譴）である。新法は廃止すべきである」との上奏をし、神宗は大きな衝撃を受ける。司馬光もこれに同調して新法批判の上奏を行った。
さらに王安石の政権内部でも、新法の屋台骨の一つである市易法をめぐって亀裂が生じていた。市易法は、上記のように中小商人の保護という名目のもと、物価調整によって物品の値段を下げることで、政府がより安い値で物品を調達できるようにする法で、中小商人たちに低利率で運用資金の貸し出しがなされていた。王安石は市易法の実施に力を入れており、腹心の呂嘉問にその運営を任せていた。しかし、呂嘉問は物品の価格を本来の価格とつりあわなくなるまで強引に下げてしまい、経済不況を引き起こしてしまった。さらに大きな問題として、貸し出し資金の運営の方面でも、呂嘉問は借り入れを望まない中小商人にまで、資金を無理に貸し付け、借り入れた者に対しては厳しい取立てを行った。このような呂嘉問による強引な市易法の運営は、全国で問題を引き起こし、王安石を支える新法党内部でも「これでは悪辣な大商人・大地主と同じ。呂嘉問を解任して、市易法の運営方法も改善すべきだ」という批判が噴出した。特に王安石の右腕といわれた曾布が批判の先頭に立ち、神宗にも上奏文を提出する。結局、王安石はこの流れを受け、呂嘉問を更迭し、市易法をやや緩めざるを得ないところまで追い込まれた。また宮廷内部でも、市易法の実施により出入りの大商人からの上納金が減少した上、統制経済で資産運用が行えなくなったことに大いに不満を募らせるようになり、神宗に対して新法廃止の圧力を加えてきた。
上記のような改革を揺るがす事件が相次いで生じたため、1074年、王安石は知江寧府に転出し、後任には王安石の同僚である韓絳と腹心の呂恵卿が就いた。神宗としては王安石という「反新法党の中心目標」をはずすことで騒動をおさめ、新法設計者の呂恵卿が政権の要に座ることで、新法をより豊かに運用してくれることを期待していた。しかし、呂恵卿は王安石が朝廷から去ったのを幸いに、新法党を自らの私党とすべく、仲の悪い曾布らを追放し、自らの身内を大量に取り立てていった。期待されていた改革実行に関しても、上司の韓絳を無視して新法を勝手に改造すると同時に、新法を反故にする法律も制定するなど乱脈な政権運営を行った。
呂恵卿の暴走に慌てた神宗と韓絳は、翌1075年に王安石を中央に呼び戻そうと江寧に使者を出す。この動きを察知した呂恵卿は自らの地位を失うことを恐れ、朝廷中に王安石の悪口を撒き散らし、神宗にも讒言を行った。しかしこの行動はかえって神宗の不信を買い、王安石が宰相に返り咲き、呂恵卿は地方に左遷されることとなった。宰相に返り咲いた王安石は、早速政策を全て元に戻し、呂恵卿が混乱させた新法党内部を再び引き締めていった。しかし神宗はこの頃親政を志しており、王安石に権限が集中するのを好まなくなっていた。このような神宗と王安石の隙間を見透かしたように、呂恵卿が政権内部に揺さぶりをかけてくる。加えて息子の王雱が病死するという身内の不幸まで重なって、王安石の気力も尽きてしまうことになる。王安石は宰相復帰からわずか1年余りで再び知江寧府に転出願いを提出し、まもなく政界から引退した。
熙寧は10年で終わり、1078年より元豊と改元する。この時期は王安石が抜擢した王珪・蔡確といった人材が成長しており、彼らが新法党内部を引き締めていった。旧法党人士の反対運動も、次席宰相に就任した蔡確が人事権と警察権を活用して徹底的に押さえつけた結果、鳴りを潜めるようになった。新法改革の全国実施の成果と銅銭過剰供給や交子の大量発行によるインフレ金融政策推進や貿易振興により、国庫には潤沢な資金が入ってくるようになった。その資金を市易法の低率融資や雇用対策費用に充てて徴税層に還流させることで、さらに景気が上がり治安も改善された。神宗は国家財政の好転と政治の安定化を承けて、1080年から前述の「元豊の改革」に取り組み、複雑な二重官制を一元化した。新官制を打ち立てる際、神宗は新旧両派から人材を抜擢し、彼らを融和させようと考えたが、「まだ改革は完成していない。彼ら（特に司馬光）を呼び戻すのは早すぎる」と大臣から諫言されたため、新官職には新法党の人士全員が横滑りすることになった。このような流れがありながらも、旧法党への政治的締め付けはやや緩められることになった。また、なにより官制改革が実行されたことで「官僚機構の煩雑化・役人の人件費負担の増大」という国を長年苦しめていた問題がようやく解決に向けて動きだした。
一連の内政問題を解決した神宗は積極的な対外政策にとりかかり、官制改革が成った翌年の1082年、西夏を攻撃する。しかし結果は兵1万人を失うという惨敗に終わった。このほか交趾への遠征もなされたが、これも失敗に終わる。神宗による対外政策は国費を損なうだけの結果に終わったが、損失は軽微なものにとどまり、新法実施で安定する国内に影響は及ばなかった。
王安石が政権から去った後も神宗によって改革は継続され、このまま定着するかに思われた。だが1085年（元豊8年）3月、神宗が38歳の若さで崩御してしまう。

### 哲宗期
神宗の死後、まだ10歳の皇太子趙煦が即位して哲宗となる。少年の皇帝に代わって政権を執ることになったのが、英宗の皇后であった宣仁太后高氏である。宣仁太后は実家が新法の被害を受けていたこともあり、新法を非常に憎んでいた。
宣仁太后は司馬光を初めとした旧法党を呼び寄せ、司馬光を尚書左僕射・呂公著を尚書右僕射（宰相。元豊の改革によって官名が変わっている）とし、保甲法・市易法・方田法を相次いで廃止。元号が元祐と改まった翌年には、新法党の蔡確・章惇らを追放し、青苗法・募役法を廃止した。江寧に隠棲していた王安石は募役法の廃止を聞き大いに嘆いたという。また旧法党内部でも、蘇軾・范純仁らは募役法の効能を認め、廃止に反対していたが、これが司馬光の不興を買い、蘇軾は再び中央を去ることになる。蘇轍もまた、曾布によって行われた州から中央に財務報告を上げる時に必ず転運司に整理させてから報告させるようにした改革を司馬光が元の州から直接報告させる方式に戻そうとした時に反対の上奏を行っている（蘇轍も州から中央への直接報告には批判的で曾布と似た改革案を持っていた）。王安石・神宗親政時代に行われた法律や方針が全国隅々で覆され、ついには（王安石・神宗親政時代に）西夏から獲得した領土まで返還するということまで行われてしまうまでになる。
この年の4月に王安石が江寧で死去。そして9月には司馬光も死去してしまう。司馬光は新法を廃止した段階で死去してしまい、結局新法に代わる方策を打ち出せないままであった。そして旧法党は司馬光というリーダーを失い内部分裂を始める。後を受けた旧法党内部には、派閥として程顥・程頤兄弟の洛党（洛陽）、蘇軾・蘇轍兄弟の蜀党、それに河北出身者による朔党があったが、特に蘇軾と程頤とは学問上の争いもあって折り合いが悪く、何度も衝突していた。
新旧両党の争いは、この時期になると当初の政策をめぐる論争という面影は無くなり、感情と強迫観念による権力闘争に堕していた。その嚆矢となったのは、1089年（元祐4年）の蔡確に対する弾劾であった。蔡確の作った詩が宣仁太后を非難する内容であるとされ、流刑となったのである（蔡確は流刑先で死去）。旧法党でも范純仁らがこの処置に反対したが、彼らまでもが処罰を受けるという有様であった。また「新法によって被害を受けた」という訴えを受け付ける訴理所という役所を設置したりもした。これら元祐年間の反新法政策を元祐更化と呼ぶ。もっとも、この時期になると、新法党の官人もわずかながら復権するようになり、一方旧法派では新法派に対して強硬な態度を示していた劉摯・劉安世らが失脚するなどの動揺がみられるようになる。
1093年（元祐8年）、宣仁太后が死去。翌1094年より紹聖と改元し、哲宗の親政が始まる。哲宗は父の神宗を崇拝し新法にも大変心を寄せていたことから、新法党の章惇が呼び戻されて宰相に任命された。章惇は同僚の曾布や蔡卞と共に、青苗法・募役法などの新法を復活させ、「紹聖の紹述」と呼ばれる政権運営を行っていった。この再方針転換により行政の混乱と赤字は解消された一方で、様々な「旧法派による陰謀」が告発される疑獄事件がおこった（洛獄・同文館の獄）。章惇たちは、この流れに乗じて看詳訴理局（旧法党の訴理所の新法党版）という役所を設け、かつて訴理所に訴え出てきた人物を処罰していくなど、旧法党人士への徹底した報復を行った。
だが、政権を取り返した新法党内部も一枚岩ではなく領袖三人（章惇・曾布・蔡卞）が「新法の進め方や対外政策」をめぐって内部対立（組織内の派閥争い）を度々おこしていたとする指摘や、新法の運用方法においても、王安石時代の熙寧年間の政策を基調に置く考えと王安石引退後の元豊年間すなわち神宗親政期の政策を基調に置く考え（哲宗はこの考え方に立っていた）とのあいだで意見齟齬があったとする指摘もある。

### 徽宗期
しかし1100年（元符3年）に哲宗もまた24歳という若さで死去する。哲宗に子が無かったために神宗の皇后であった向氏の意向で、哲宗の弟である端王・趙佶が即位して徽宗となる。宰相の章惇は「端王は道楽者であるから皇帝にふさわしくない」という意見を出し、徽宗の即位に強硬に反対したため失脚し左遷された。
徽宗の治世は、当初向太后が垂簾政治を布き、政権の座には、新法党から王安石の側近であった曾布と旧法党から韓琦の子である韓忠彦をつけ、新法党・旧法党双方を融和させることで政治混乱を収めようと図った。だが向太后は翌1101年に急死する。まもなく韓忠彦が能力不足で宰相を降り、曾布も同じ新法派の李清臣との対立から朝廷全体を掌握できず政権は動揺した。
そのような中、親政を始めた徽宗の寵愛を掴んだのが蔡京である。政権を握った蔡京は1102年（崇寧元年）、司馬光ら旧法党の人物119人を元祐姦党と称して石に刻み、これを宮殿の側に建てさせた（元祐党籍碑）。その後、石碑に載せられる人物は309人にまで増え、この碑を全国の府州にまで建てるようにとの命令を出した。更に蘇軾ら旧法党の人士が書いた文は発禁処分とされる。こうして旧法党の人士を完全に追放すると、新法推進と称して、神宗時代の「制置三司条例司」にならった「講義司」を設置した。しかし、講義司では蔡京と仲の悪い曾布や弟の蔡卞など、新法の功労者を追放し、自らの部下や息子達が取り立てたてられ、実際には自身の利殖行為に使われただけであった。崇寧5年（1106年）に対遼外交を巡る徽宗との意見対立から蔡京が一時罷免されて反対派への弾圧が緩められたが、既に政権は蔡京派に握られ、徽宗の意向通りに対遼和平が実現すると、すぐに蔡京派の官僚であった鄭居中・劉正夫の進言で蔡京がすぐに呼び戻される有様だった。
そのような施策にもかかわらず、蔡京の政権初期は、官員の増加・銅銭の改鋳・有価証券の乱発・公共事業の増大などにより、首都開封周辺ではバブル景気が発生し、結果的に税収が増加することとなった。また政府支出の増加によって世間の金回りが良くなり、その結果文化活動が活発になった。最初は蔡京を警戒していた徽宗もこの成果に満足してしまい、以降は道教や書画などの文化事業に没頭して政治を顧みなくなった。
しかし国の退廃・混乱に比例して、当時民間で施行されていた新法は、本来の趣旨から完全にはずれた乱脈な運用がされていた。青苗法や市易法では、官人・大商人・胥吏らが偽って青苗銭や市易銭を借り受け、それを貧農や小商人に対して貸し付けるということが公然と行われると同時に、これらを収める農民や中小商人にとっても「負担」ともなりつつあった。方田均税法では、担当役人らの独断で従来のものより短い尺が使って算出されるという不法な測量が行われ、余剰の土地と判定したものを強制的に没収し、役人への賄賂までが要求された。また募役法が免除されるはずの土地でも役税の徴収が勝手に行われ、その徴収された募役銭さえも「役で働いた人たち」への賃金支払に使われないという差役化（無償労働化）現象まであちこちで発生した。国家整備の法である農田水利法も、農村から花石綱などの宝物を運ぶため、一度しか利用しない道路（水路）を建設するなど、意味のない工事が乱発されるといった有様であった。
徽宗や蔡京はこれらの事態に手を打つどころか、逆に新法の不正な運用を利用し、集めた国の公的資金を絵画購入や石集めなどの私的な趣味に散財した。それでも資金が足りないとなると、皇帝の威光や宰相の地位を悪用して、民間から大量の賄賂やお目こぼし料をとるようになった。最終的には地主や商人・役人達などが、蔡京にならって新法を私腹を肥やす道具として勝手に利用し始め、統制の取れなくなった宋の社会は破滅に向かっていく。
20年近く宰相として権勢を振るった蔡京だが、最後は高齢を理由に息子の蔡攸や鄭居中・劉正夫によって権力を奪われて「三省の統括」という実務的な職掌を負わない名誉職に祀り上げられ、その後引退させられた。跡を継いだ蔡攸や宰相の王黼も利権にありつくため活動を開始しようとした。しかし、このころになると数十年来の銅銭過剰大量鋳造供給の弊害で国内の銅山がほぼ掘りつくされたうえに、交子の無制限大量発行さえももはや財政の限界に達してきてこれ以上の金融・財政政策をとれなくなってしまい不景気が発生した。また、無駄な役人数の大量増加や新法の悪用により政府の効率が極端に悪化。徴税層となるべき農村共同体や中小地主・中小商人（中間層）が長年の悪政で崩壊状態に陥り、新法も以前のような成果を得られなくなってきた。これにより急激に国庫が空になる年が続き、増税と賄賂要求が繰り返されるようになる。租税負担の不均衡と役人からの度重なる賄賂要求に国内の不満は鬱積し、保甲法で雇った兵士たちや軍隊も役に立たず治安は悪化し反乱も相次ぐようになる。軍事費の増大にもかかわらず税収は格段に少なくなり、膨大な赤字の額が政府に重くのしかかった。
このような国内の不満を国外にそらすため、宋は新興の金と交渉をおこない、連携して北方の遼を滅ぼすことにする。これによって形だけは「燕雲十六州」を一時的に取り戻すが、金との約束を反故にしてしまう。宋の違約に激怒し、中原の弱体化を見透かした金は宋に対して侵攻を開始し、宋軍は連戦連敗する。事態の悪化を受けた徽宗はようやく自らの足元で起こっている状況を理解した。宰相の王黼・宦官の童貫や蔡京・蔡攸親子の一派など、取り巻きたちを完全追放して厳しい罪に問い、自らは譲位することにしたが全てが遅すぎた。金軍により首都開封が陥落し、徽宗と息子の欽宗は捕らわれの身となり、北宋は滅亡した（靖康の変）。

### その後
南宋では、程顥・程頤兄弟の流れを汲む道学派が主導権を握ったことで、王安石を初めとする新法党こそ北宋滅亡の原因であるとされ、それに抵抗した旧法党の人々は英雄扱いを受けることになった。道学を学び、朱子学を興すことになる朱熹も王安石を厳しく批判している。
その一方、募役法などは南宋で既に定着しており、それ以外でも南宋の政治は新法を受け継いだものが少なくない。朱熹自身も青苗法を参考にしたと思われる社倉法という政策を地方官時代に実行している。
『宋史』では蔡確・呂惠卿・章惇・曾布などは蔡京と同じ「姦臣伝」に入れられてしまっている。王安石は唐宋八大家としての文名があったために姦臣伝に入れられることこそ免れたものの、北宋滅亡の最大の責任者とされ、後世の演劇などでも「拗ね者大臣」と揶揄されるようになる。
だが、清代の蔡上翔の『王荊公年賦考略』・梁啓超による『王安石評伝』の論文が発表されたことで王安石に対する見直しが図られ、中華人民共和国で唯物史観が主流になると、王安石は「果敢な政治改革を試みるも頑迷固陋な旧体制派に阻まれた悲劇の政治家」、逆に司馬光らは「地主・商人と癒着した封建的な旧体制そのもの」となった。

## 年譜
以下の表では、青色部分は新法党が主導権を握った時期、赤色部分は旧法党が主導権を握った時期、黄色部分は両者の融和が試みられた時期である。
| 神宗 | 1067年 （治平4）      | 1月、英宗没。神宗即位。 九月、王安石、翰林学士に抜擢。 |
| 神宗 | 1069年 （熙寧2）      | 2月、王安石、参知政事（副宰相）に。制置三司條例司を設立。改革に着手。 7月、均輸法施行。 9月、青苗法施行。 11月、農田水利法施行（淤田法施行）。                                         |
| 神宗 | 1070年                | 3月、科挙改革に着手。 5月、制置三司條例司を廃止。 12月、保甲法施行。王安石同中書門下平章事（宰相）に。                                                                                 |
| 神宗 | 1071年                | 10月、募役法施行 |
| 神宗 | 1072年                | 3月、市易法施行。 4月、司馬光、洛陽に移る。 5月、保馬法施行 8月、方田均税法施行。 |
| 神宗 | 1074年                | 4月、王安石、宰相辞任。知江寧府に転出。 |
| 神宗 | 1075年                | 8月、王安石、再び宰相に。 |
| 神宗 | 1076年                | 10月、王安石、再び知江寧府に転出。 |
| 神宗 | 1080年 （元豊3）      | 6月、元豊の改革開始。5年（1082年）5月に完成。 |
| 哲宗 | 1085年                | 3月、神宗没。哲宗即位。宣仁太后が摂政を始め、旧法党の時代に（元祐更化）。 5月、司馬光が尚書左僕射兼門下侍郎（宰相）となる。 7月、保甲法廃止。 8月、市易法廃止。 10月、方田均税法廃止。 |
| 哲宗 | 1086年 （元祐元）     | 1月、募役法廃止。 閏2月、司馬光、尚書左僕射（宰相）に。 4月、王安石死去。 8月、青苗法廃止。 9月、司馬光死去。                                                                          |
| 哲宗 | 1093年                | 9月、宣仁太后、死去。哲宗の親政始まり、新法党の時代に。 |
| 哲宗 | 1094年 （紹聖元）     | 2月、新法を復活。 |
| 徽宗 | 1100年 （元符3）      | 1月、哲宗没。徽宗即位。向皇太后の摂政。 7月、新法・旧法両党から登用し、融和を試みる。                                                                                                  |
| 徽宗 | 1101年 （建中靖国元） | 1月、向皇太后、死去。 |
| 徽宗 | 1102年 （崇寧元）     | 5月、蔡京、宰相に。 9月、司馬光ら旧法党119人を姦党と名づけ、元祐党籍碑を建てる。 後に309人に増え、地方に同じものを作らせる。                                                           |
| 徽宗 | 1106年                | 1月、党籍碑を壊し、旧法党に対する弾圧が緩められる。 3月、蔡京、宰相辞任。 |
| 徽宗 | 1107年 （大観元）     | 1月、蔡京、宰相に復帰。 |
| 徽宗 | 1116年 （政和6）      | 4月、封禅実施を巡って徽宗と対立した蔡京が上表を出すが慰留される。 政治の主導権が蔡京から徽宗へと移る。                                                                                 |
| 徽宗 | 1126年 （靖康元）     | 閏11月、金により開封占領（靖康の変）、北宋滅ぶ。 |